# Aurélio Veríssimo de Bittencourt
Aurélio Veríssimo de Bittencourt (Jaguarão, 1849 — Porto Alegre, 23 de agosto de 1919) foi um jornalista e escritor brasileiro considerado pardo nos termos da época e um dos pioneiros da chamada imprensa negra.

## Biografia
Aurélio Viríssimo, como normalmente era denominado, nasceu em 01/10/1849 em Jaguarão, filho da parda Maria Julia da Silva e do piloto da Marinha Hypólito Simas de Bittencourt. Após a morte de sua mãe, vem para Porto Alegre e passa a morar com sua tia paterna Leocádia, numa casa pertencente ao seu pai. Frequentavam as igrejas do Senhor do Bonfim, das Dores e do Rosário. Leocádia vem a falecer em 1887 e em seu testamento não deixa nada para seu sobrinho Aurélio, legando seus bens para a família do falecido marido, uma vez que não tiveram filhos.
Foi considerado um aluno exemplar por suas notas, frequência e pontualidade. Desde jovem se dedicou a aprender a arte da tipografia no Mercantil, possibilitando contato com o movimento abolicionista.
Foi, depois, funcionário público, em 1868, chegando a secretário do presidente da província. Foi um dos fundadores da Sociedade Partenon Literário e da Sociedade Ensaios Literários em Porto Alegre, colaborador da revista literária Álbum do Domingo e dirigente do Jornal do Commercio entre 1903 e 1911. É mencionado no poema Antônio Chimango, como Aureliano, a quem o coronel Prates confia o protegido Chimango.
Em 1868, durante a Presidência do Dr. Francisco Ignacio Homem Mello, passou a exercer o lugar de amanuense na Secretaria do Governo, onde manteve-se até sua aposentadoria, exceto no período em que o Estado estava sob controle dos Conservadores. Durante o Governo de Borges de Medeiros e Júlio de Castilhos, atuou como oficial de  gabinete e secretário da Presidência. Foi vice-provedor da Santa Casa de Misericórdia e presidente das Sociedades de Beneficência Brasileira União e Porto Alegrense. Apesar de ser um homem pardo, percebe-se por sua trajetória de vida que o mesmo tinha destaque na vida pública rio-grandense.
Aurélio desde cedo constituiu uma autorrepresentação étno-racial de pardo, percebendo-se como um indivíduo equidistante do mundo dos brancos e do cativeiro, por onde convivia e circulava. O pertencimento racial e social  pode ter colocado alguns obstáculos, mas também deu-lhe um posicionamento ambivalente de mediador entre diferentes grupos étnicos e sociais. O pardo Aurélio atuou como mediador cultural ou étnico já que circulava entre diferentes culturas e etnicidades, num posicionamento privilegiado, como podemos perceber a a partir do fragmento da correspondência entre o Barão Homem de Mello, ao pedir que o "prezado amigo" Aurélio fosse visitar em seu nome o General Xavier do Vale, que estava doente.
Na ocasião de sua morte, em 23 de agosto de 1919, Aurélio foi cercado de homenagens e palavras elogiosas que apontavam a falta que o mesmo faria ao serviço público e o vazio que deixava na esfera privada dos governantes.

## Família
Aurélio casou-se em em 26/12/1868 com Joana Joaquina do Nascimento, com quem vem a ter quatro filhos: Sérgio Aurélio de Bittencourt (nascido em 07/10/1869), Adelina Lydia de Bittencourt (1870), Olímpia Augusta de Bittencourt Campos (26/07/1872), Aurélio Viríssimo de Bittencourt Júnior (28/02/1874) e Maria (25/03/1878). Entre os netos, destaca-se o líder integralista Dario de Bittencourt, filho de Aurélio Junior, criado pela família após a morte prematura do seu pai em 1910.
Seus filhos Sérgio e Aurélio Júnior estão entre os fundadores do semanário O Exemplo (1892-1930), em Porto Alegre, posteriormente dirigido pelo seu neto Dario, entre 1920 e 1930.